# 守屋毅
守屋 毅（もりや たけし、1943年10月2日 - 1991年2月4日）は、日本の歴史学者。専攻は日本文化史（主に中世・近世）。元国立民族学博物館教授。文学博士（筑波大学、1985年）（学位論文「近世芸能興行史の研究」）。　

## 略歴
京都府京都市出身。兵庫県立神戸高等学校を経て、1966年早稲田大学第一文学部、1968年立命館大学大学院文学研究科修士課程修了。在学中に郡司正勝、林屋辰三郎に師事。京都市京都市史編纂所員、1974年愛媛大学教養部講師、1975年同助教授、1976年国立民族学博物館助教授、1990年同教授を歴任した。
数多くの著作があり、国立民族学博物館助教授在任中は館長の梅棹忠夫（当時）を支えた一人であり、将来には館長として期待されていた。しかし、民博で守屋が代表を務めた共同研究「エドワード・S・モースとそのコレクションに関する研究」の一環として行った特別展「海を渡った民具モースコレクション」の展示会終了後、1990年12月大腸癌で入院し、翌1991年2月4日に結腸癌のため逝去。享年47。
なお、守屋の逝去後の後任には、京都大学人文科学研究所助手時代からの友人で筑波大学教授だった熊倉功夫が着任した。
娘は大阪でパン工房とサロン「ippo plus（イッポプリュス）」を主宰する守屋加賀（守屋里依）。

## 受賞歴
1986年『近世芸能興行史の研究』で河竹賞、サントリー学芸賞（芸術・文学部門）を受賞。

## 著書
単著
- 『「かぶき」の時代　季刊論叢日本文化』角川書店 1976
- 『愛媛の祭りと民俗』雄山閣出版 1978
- 『徳川家康 戦国乱世から三百年の泰平へ』（日本を創った人びと）平凡社 1978
- 『京の芸能 王朝から維新まで』中公新書 1979
- 『京の町人 近世都市生活史』教育社歴史新書 1980
- 『お茶のきた道』NHKブックス・日本放送出版協会 1981
- 『三都』柳原書店・記録都市生活史 1981
- 『日本人の遊びごころ われわれは、はたして遊びべたな民族なのだろうか』PHP研究所 1984
- 『日本中世への視座 風流・ばさら・かぶき』NHKブックス・日本放送出版協会 1984
- 『近世芸能興行史の研究』弘文堂 1985
- 『中世芸能の幻像』淡交社 1985
- 『元禄文化 遊芸・悪所・芝居』弘文堂「シリーズ・にっぽん草子」1987。講談社学術文庫 2011
- 『村芝居 近世文化史の裾野から』平凡社「叢書演劇と見世物の文化史」1988
- 『喫茶の文明史』淡交社 1992
- 『近世芸能文化史の研究』弘文堂 1992

編著
- 『増補役者論語』徳間書店 1973
- 『中世 心と形』村井康彦共編 講談社 1979
- 『茶の文化 その総合的研究』（編）淡交社(茶道文化選書) 1981
- 『都市化の文明学』梅棹忠夫共編 中央公論社 1985
- 『祭りは神々のパフォーマンス 芸能をめぐる日本と東アジア』（編）力富書房 1987
- 『金毘羅信仰』（編）雄山閣出版(民衆宗教史叢書) 1987
- 『モースと日本 共同研究』（編）小学館 1988
- 『日本人と遊び』（編）現代日本文化における伝統と変容 ドメス出版 1989

## 論文
- ＜守屋毅